# Зоя (фільм, 1944)
«Зоя» (рос. «Зоя») — російський радянський художній фільм режисера Льва Арнштама, знятий в 1944 році на кіностудії «Союздітфільм» (відновлений в 1967 році на кіностудії ім. Максима Горького).

## Сюжет
Фільм розповідає про життя московської школярки Зої Космодем'янської, яка на початку Німецько-радянської війни стала партизанкою-диверсантка і була страчена німцями в підмосковному селі Петрищево в листопаді 1941.

## У ролях
- Галина Водяницька — Зоя
- Катя Скворцова — Зоя в дитинстві
- Ксенія Тарасова — мати Зої
- Микола Рижов — батько Зої
- Олександр Кузнєцов — Борис Фомін, однокласник Зої
- Борис Пославский — Михайло Якович Філін
- Володимир Волчик — Шилов, секретар РК ВЛКСМ
- Віра Попова — господиня хати
- Тамара Альцева — Анна Сергіївна
- Зоя Жукова — Зіна, однокласниця Зої
- Микола Богатирьов — Петя Васильєв, однокласник Зої
- Володимир Підгорний — німецький офіцер
- Ростислав Плятт — німецький солдат
- Олексій Баталов — Олексій Баталов, однокласник Зої (немає в титрах)
- Марія Виноградова —  однокласниця Зої
- Ольга Хорькова —  однокласниця Зої

## Нагороди
- Премія Гільдії авторів і виконавців музики за кращий сценарій Борису Чірскову на I міжнародному кінофестивалі в Каннах (1946).
- Сталінські премії I ступеня Льву Арнштаму (режисер), Галині Водяницький (виконавиці головної ролі), Олександру Шеленкову (кінооператор) (1946).